# Asso (DC Comics)
Asso (Ace) è un personaggi dei fumetti statunitensi pubblicati da DC Comics. Creato da Gardner Fox nel 1955, è il cane aiutante di Batman.

## Storia editoriale
Mentre sulle pagine di Adventure Comics, e successivamente anche su Action Comics, imperversava con buon successo Krypto, il super-cane, compagno di giochi e di avventure per Superboy, anche sulle pagine di Batman, a partire dal n. 92 inizia ad imperversare Asso, il bat-cane.
Se è naturale vederlo come una risposta della bat-family ai super-animali della super-family, è ancora più ovvio vederlo come una naturale conseguenza del successo dei cani al cinema ed in televisione. Eroi come Rin Tin Tin o Lassie, cani coraggiosi che sfidano i pericoli più incredibili per salvare vite in pericolo, sono il modello base per un cane-eroe che fa del coraggio e dell'audacia i suoi unici superpoteri.
Salvato da Batman e Robin dall'affogamento, Asso iniziò ad affezionarsi al Dinamico Duo, che nonostante un annuncio sul giornale non riuscì a trovarne il padrone. Così, alla prima chiamata della polizia, Asso si aggrega ai due eroi di Gotham per iniziare la sua carriera di eroe mascherato.
È sicuramente, tra tutti i superanimali, il più coerente con la figura di un detective e le sue avventure sono decisamente meno assurde rispetto a quelle di colleghi come Beppo o Proty II, anche se è da considerarsi solo l'ultimo acquisto di una numerosissima bat-family, cresciuta negli anni in maniera esponenziale (di pari passo con le altre), e che conta, oltre a Batman e Robin, anche Batgirl, Batwoman e l'assurdo Bat-Mito.
Dopo queste avventure, che si protrassero per un decennio, sia sulle pagine di Batman sia su quelle di Detective Comics, il bat-cane scomparve dalle scene.
Una nuova versione di Ace comunque appare nel 2011 nelle pagine di Batman, dove Bruce Wayne, preoccupato dalla mancanza di socializzazione e dal comportamento sempre più tetro di suo figlio Damian Wayne, ultimo Robin, decide di donargli un cane danese dalle stesse fattezze e sembianze di Ace. In accordo al tono più serio delle storie contemporanee, il giovane Damian decide di chiamarlo "Tito", come l'eponimo personaggio del Tito Andronico di William Shakespeare, in quanto essendo il cane dei Wayne sarà testimone in futuro di tutte le sofferenze di Bruce e Damian quali vigilanti e nemici del crimine.

## Altri media
Fa ritorno nel 1999 nella serie Batman of the Future, in cui vengono narrate le avventure di Terry McGinnis, il Batman del futuro. Asso era stato cresciuto non solo in cattività ma era stato addestrato a combattere in incontri illegali tra mastini (molti dei quali, pure geneticamente modificati). Quando la polizia interruppe l'ultimo incontro, Asso scappò e si rifugiò a Crime Alley, dove un anziano Bruce (circa 20 anni dopo il ritiro di Batman) giunse per porgere gli annuali omaggi ai suoi genitori. Bruce fu attaccato da un Jokers e Asso lo salvò. Riconoscente (e anche stufo di essere solo) Bruce lo portò con sé a casa sua e gli diede il nome di Asso: non viene totalmente specificato, ma pare che Bruce abbia dato tale nome in onore della piccola Ace dell'originale Banda della Scala Reale. Asso rimane nella maggior parte degli episodi a Villa Wayne o nella Batcaverna, ma molte volte accompagna Terry nelle sue crociate contro il crimine in attività in cui animali sono coinvolti o Shriek, i cui poteri sonori sono inutili contro l'udito canino.
Dal marzo 2005 Asso è tra le guest-stars della serie animata che la Warner Bros. ha realizzato su Krypto, Krypto the Superdog. Appare anche nella serie animata Batman: The Brave and the Bold aiutandolo a catturare il criminale Catman.